# ドラゴンボール ファイターズ
『ドラゴンボール ファイターズ』(DRAGON BALL FighterZ)は、アークシステムワークスが開発を担当し、バンダイナムコエンターテインメントより発売された鳥山明の漫画およびアニメ『ドラゴンボール』を題材にした対戦型格闘ゲーム。
2018年2月1日にPlayStation 4・Xbox One・Steamのマルチプラットフォームで発売。また、同年9月27日にNintendo Switch版、2022年2月24日にWindows版、2024年2月29日にPlayStation 5版とXbox Series X/S版も発売されている。

## 概要
「ドラゴンボールの本格対戦格闘ゲーム」を標榜し、原作の特色を生かした高速バトルや、アニメの2D表現とポリゴンモデルの3D表現を組み合わせた、「2.5D表現」ともいえるハイエンドなビジュアルおよび演出を特徴とする2D対戦型格闘ゲーム。ゲームエンジンはUnreal Engine 4。
ゲーム内の世界観は、アニメ『ドラゴンボール超』のものを基準としているが、本作独自の要素や設定も存在する。また、ストーリーモードでは過去のキャラクターも登場する本作オリジナルストーリーが用意されており、原作者である鳥山明監修の本作オリジナルキャラクター「人造人間21号」も登場する。ゲーム中では、設定上の実力差が大きいキャラクター同士で対戦を行う場面もあるが、本作においては「特殊な装置の影響で本来の力が出せなくなっている」という設定で補完されている。
2017年6月にロサンゼルスで開催された世界最大規模のゲームショウのE3 2017で初公開。6人のキャラクターが使用可能な状態でプレイアブル出展され好評を博し、国内外のメディアから30以上の賞を受賞またはノミネートされた。『ドラゴンボール』を題材とするゲームではシリーズ最速で世界累計出荷本数200万本を記録し、2020年5月時点で全世界500万本を突破、2021年11月時点で全世界800万本を記録し、2023年5月時点で1,000万本を突破した。また国内、国外問わず様々なゲーム大会やeスポーツなどの種目に採用されている。
『週刊ファミ通』1521号によるクロスレビューは40点満点中36点（プラチナ殿堂入り）。
Nintendo Switch版の早期購入特典として『ドラゴンボールZ 超武闘伝』のダウンロードコードが封入された。2019年1月31日、PS4とXbox Oneにおいてゲーム本編の内容に加え、シーズン1の有料DLCキャラクターを同梱した廉価版『Deluxe Edition』が発売された。『Deluxe Edition』はPS4版はパッケージ版とダウンロード版、Xbox One版はダウンロード版のみの提供となる。
PlayStation 5版、Xbox Series X/S版はオンライン対戦においてロールバック方式を導入。PlayStation 4、Xbox One版を所持済みのユーザーは有償のアップグレードを行なうことで上位機種でのプレイが可能になる。

## ゲームシステム
ゲームの流れ
使用するボタンは、弱・中・強・特殊の4ボタン＋アシスト1・アシスト2の計6ボタン制。基本となる対戦形式は、互いに使用するキャラクターを3人ずつ選んで戦う「3on3制チームバトル」となっている。対戦時は操作キャラクターが一人ずつ登場し、残りは控えキャラクターとなる。控えキャラクターは受けたダメージの一部（回復可能ダメージ）が徐々に回復するほか、必要に応じて操作キャラクターと交代したり（Zチェンジ）、一時的に呼び出して援護攻撃をさせたりすることが可能（Zアシスト）。なお、キャラクターごとに攻撃力や使用する技などの性能は異なるが、防御力に関しては全キャラクターで同じ数値となっている。
1人のキャラクターの体力ゲージが0になると「ダウン」となり、そのバトルでは使用不能になる。ダウン後は控えキャラクターと交代して仕切り直しとなり、先に敵チームのキャラクター全員をダウンさせた側のプレイヤーが勝利となる。
必殺技
キャラクター固有の攻撃で、レバー入力とボタンの組み合わせで発動する。ガードされても相手の体力を少しだけ削ることができるのが特徴で、特定の技はさらに気力ゲージを消費して技性能を上げられる「強化必殺技」に対応しているものもある。また、必殺技のさらに上位のものとして「超必殺技（気力ゲージ1本消費）」「メテオ超必殺技（気力ゲージ3本消費）」などがある。
気力ゲージは敵を攻撃したり、敵からの攻撃を受けたりすることで溜まっていくほか、特定ボタン同時押しによる「気合ため」で任意に高速で溜めることもできる。
超コンボ / Zコンボ
本作のコンボシステムであり、特定のボタン一つを連打するだけで攻撃を自動で繋げてくれる。超コンボの内容はキャラクターごとに設定されており、弱攻撃連打では「超ダッシュ」を絡めた空中コンボ、中攻撃連打では必殺技と超必殺技（気力ゲージがある場合のみ）を絡めたコンボを自動で行う。「Zコンボ」は特定の順番でボタンを押すことで攻撃を繋げるコンボで難易度は高いが、より強力で自由度の高いコンボが可能となる。
Zアシスト / Zチェンジ
控えキャラクターが残っているときに対応したアシストボタンを押すと発動可能。「Zアシスト」は控えキャラクターを一瞬だけ呼び出し、キャラクターごとに決められた援護攻撃を行わせる。「Zチェンジ」は操作キャラクターと控えキャラクターを交代させるアクションで、控えキャラクターは超ダッシュ状態で相手に突進しながら操作キャラクターと入れ替わる。派生アクションに、気力ゲージを1本消費することでガード中でもZチェンジを行える「ガードキャンセルチェンジ」、規定数の気力ゲージを消費することで超必殺技やメテオ超必殺技を繰り出しながら控えキャラクターと交代する「アルティメットZチェンジ」なども存在する。
いずれも一度使用すると一定時間再使用できなくなるクールタイムが発生する。
超ダッシュ（スーパーダッシュ）
オーラを纏いながら相手に向かって突進し、体当たり攻撃を繰り出す。動作中は相手を自動で追尾するほか、弱い気弾を弾き飛ばして無効化することができる。また地上、空中問わず出すことができ、ヒット時はそこから各種コンボに繋げることもできるなど高い性能を持つ。
ドラゴンラッシュ
わずかに前進し、相手に接触するとガード不能の攻撃を繰り出す。一般的な格闘ゲームで言う「投げ技（通常投げ）」に相当。地上・空中問わず出すことができるが、地上版は地上の相手、空中版は空中の相手にのみ有効となっている。ヒット時は自動で超ダッシュに移行して追撃が可能なほか、追加入力で相手を強制的に控えキャラクターと交代させることも可能。なお、ドラゴンラッシュを受けた瞬間にタイミングよくボタンを入力することで「ドラゴンラッシュ相殺」による脱出が可能となっている。
バニッシュムーブ
気力ゲージを1本消費して相手の背後に一瞬で回り込み、攻撃を繰り出す。相手との距離を問わず発動することができ、攻撃をキャンセルして出すことも可能なので攻守において幅広く活躍する。
Zリフレクト
後ろ入力＋特殊ボタンで発動。タイミングよく腕や足を振り相手の攻撃を弾く防御アクションで、ガード不能の攻撃以外ならどんな攻撃に対しても有効。成功時は受けるダメージを完全にゼロにすることができるほか、打撃に対しては相手を弾き飛ばして距離を取ることもできる。ただし、成功判定があるのは発動時の一瞬だけで、動作後には無防備な硬直時間が存在する。
Sparking!
体力ゲージ下にある「Sparking!」アイコンを消費することで使用可能。周囲に衝撃波を発生させた後、自分のキャラクターを一定時間強化する。効果中は攻撃力や気力ゲージ増加量が上がり、体力ゲージの回復可能ダメージが自動で回復するようになるなどの恩恵を得られる。効果時間はダウンした味方キャラクターが多いほど長くなる。「Sparking!」アイコンはバトル開始時に互いに1個ずつストックされる。
神龍システム
「超コンボを最後まで決める」「特定ヒット数のコンボを決める」などの条件を満たす度にドラゴンボールを1つ入手でき、7つ集めた状態で条件を満たすと神龍が出現。「体力を全回復させてくれ」「仲間を生き返らせてくれ（ダウン中の味方キャラクターが低体力で復活）」「究極のパワーを与えてくれ（Sparking!アイコンが1つ増加）」「不老不死にしてくれ（回復可能ダメージが自動回復するようになる）」の4つの中から1つを選ぶことで、その効果を受けることができる。一度神龍を呼び出すと、そのバトル中はドラゴンボールが石になり再出現しなくなる。
ドラマチック演出
バトル開始前に発生する「ドラマチックスタート」と、バトル決着時に発生する「ドラマチックフィニッシュ」の2種類が存在。特定キャラクター同士の組み合わせかつ特定のステージでバトルを行ったときに発生することがあり「ドラマチックフィニッシュ」の場合はさらに特定の攻撃でバトルに決着をつける必要がある。いずれも原作の再現演出や本作独自の掛け合いなど、特別な演出が発生するようになっている。

## ストーリー

### プロローグ
あるとき何者かが、どんな願いも叶う「ドラゴンボール」を利用し、かつて孫悟空たちが倒した悪の戦士たちを蘇らせるところから物語は始まる。その後、地球にて孫悟空やベジータ、フリーザやセルたちの姿をした謎の「クローン戦士」たちが出現し、世界中で暴れ始める。地球の戦士たちは手分けして調査に出発し、事態の収拾へと向かうが、その途中でほぼ全員が意識を失い次々に倒れてしまう。地球を守る戦士たちの不在という絶望の状況の中、一人の戦士の体に、ある別の精神が宿ったことで物語は別の方向へと動き出す。

### 超戦士編
孫悟空を中心に進行する物語。突然意識を失った悟空はブルマのもとで目を覚ますが、その体には別の精神が宿っており、悟空本人の精神は体の奥に封じ込められてしまっていた。悟空の体を乗っ取った謎の人物は自分に何が起きたのかわからず、悟空もまた自分の意思で体を動かすことができず一行は途方に暮れるが、その最中かつて破壊されたはずの人造人間16号が姿を現す。16号は悟空たちに起きた現象を「リンク」と呼び、有無を言わさず襲い掛かってくるが、悟空の体を乗っ取った人物＝プレイヤーが悟空の体を操り戦ったことで辛うじて16号を撃退することに成功する。その後、ブルマの協力もあり悟空は自分の体を取り戻すが、戦士たちの気を封じる謎の力が働いているせいで、プレイヤーと精神を同調（リンク）させないと戦うことができなくなってしまっていた。
プレイヤーはこの「リンク」を通じて、悟空や他の戦士たちの体を操作しながら敵と戦ってゆくこととなる。そして、戦いの果てにこの事件の黒幕である「人造人間21号」のもとに辿り着くのだった。

### 敵戦士編
フリーザを中心に進行する物語。プレイヤーが悟空にリンクする「超戦士編」に対して「もしも悟空ではなく、フリーザにリンクしていたら」という「if」の展開を描く。
16号曰はく「本来なら孫悟空にリンクするはずだったが、何かしらのトラブルでフリーザにリンクしてしまった」という理由付けがなされている。
何者かの願いにより、奇しくも復活を遂げたフリーザだったが、その身体には別の精神が宿っており、思うように体を操ることができなかった。初めはリンク者であるプレイヤーを追い出そうとするフリーザだったが、リンクを使わないとまともに戦うことができないことを知ると、しかたなくプレイヤーの精神を受け入れ、逆に自分のために上手く利用する方針へと切り替える。その後フリーザは同様に復活していたかつての部下やセルたちと合流し、真相究明のために暗躍する。また、その過程で事件の調査を行っていた悟空たちと遭遇し、人造人間21号という共通の敵に対抗するべく図らずも共闘することとなるのだった。

### 人造人間21号編
人造人間18号を中心に進行する物語。プレイヤーが悟空やフリーザにリンクする「超戦士編」、「敵戦士編」に対し「もしも人造人間18号にリンクしていたら」という「if」の展開を描く。
こちらは敵戦士編と違って「トラブルではなく、21号と16号が意図的にプレイヤーを18号にリンクさせた」設定となっている。
他の超戦士たち同様、クローン戦士の調査中に意識を失った18号は何者かによって救出され、とある研究所に運び込まれる。目を覚ました先で18号は、かつての仲間である人造人間16号と弟の人造人間17号、そして人造人間21号と対面を果たす。また、18号の体には別の精神が宿っていたが、21号はこの「リンク」こそがクローン戦士たちを倒す鍵であると語る。さらに21号はクローン戦士たちがレッドリボン軍が生み出した兵器であることを説明すると同時に、自分の中に眠る「衝動」を抑えるために手を貸してほしいと18号たちに協力を求めるのだった。
本シナリオでは超戦士編、敵戦士編では悪役として描かれていた人造人間21号の正体や彼女の本当の目的が明らかになる。

## 登場キャラクター
各キャラクターの詳細情報は該当ページを参照。
キャラクター名は公式表記に準拠（英字表記は日本国外版のもの）。各キャラクターの声優はアニメ『ドラゴンボール改』以降の作品に準拠したキャスティングがされている。
また、ストーリーモードでは既存キャラクターとはベースカラーや瞳の色が異なる「クローン戦士」も登場する。

### プレイヤーキャラクター

#### 初期キャラクター
孫悟空（超サイヤ人） / Goku (Super Saiyan)
声 - 野沢雅子
シリーズの主人公で、地球育ちのサイヤ人。「かめはめ波」「激烈連脚」など遠近・地上空中問わず戦うことのできるスタンダードな性能のキャラクター。メテオ超必殺技では超サイヤ人3に変身する。
ベジータ（超サイヤ人） / Vegeta (Super Saiyan)
声 - 堀川りょう
サイヤ人の王子で悟空のライバル。高性能な飛び道具や「クラッシャーニーキック」による切り返しなど攻守のバランスに優れたキャラクター。
孫悟飯（少年期） / Gohan (Teen)
声 - 野沢雅子
悟空の長男。セルゲームで超サイヤ人2に覚醒した時の姿で登場。リーチは短いが攻撃力が高く、5ゲージ消費のメテオ超必殺技「親子かめはめ波・フルパワー」など高威力の技を使用可能。
フリーザ / Frieza
声 - 中尾隆聖
フリーザ軍を率いる宇宙の帝王。飛び道具を得意とする遠距離攻撃特化のキャラクター。普段は最終形態だが、『超』などで登場する「ゴールデンフリーザ」にも変身可能。
魔人ブウ（善） / Majin Buu
声 - 塩屋浩三
無邪気だが強大な力を秘めた魔人。リーチと攻撃力に優れたパワータイプのキャラクター。敵をお菓子に変える技を決めると自身の体力を回復することができる。
セル / Cell
声 - 若本規夫
完全体となった最強の人造人間。パワー、リーチ、スピードに優れた万能型のキャラクター。「かめはめ波」など悟空たちの技も一部使用可能。
トランクス / Trunks
声 - 草尾毅
未来からやってきたベジータの息子。変身前の髪型は初登場時に準じた短髪となっている。背中に背負った剣による長いリーチを持つ攻撃が特徴。
クリリン / Krillin
声 - 田中真弓
悟空の親友の地球人。小柄でパワーは低いが、相手をかく乱する「残像拳」や仙豆による体力回復などバリエーションに富んだ技を持つ。
ピッコロ / Piccolo
声 - 古川登志夫
悟飯の師匠であるナメック星人の戦士。腕を伸ばしたりガードを崩したりテクニカルな戦法を得意とする。
人造人間16号 / Android 16
声 - 緑川光
かつてセルとの戦いで破壊された人造人間。ロケットパンチのほか、コマンド投げ技も扱うパワフルなキャラクター。今作の16号は原作に登場したオリジナルではなく、人造人間21号の手によって記録データを移植して作り直された復元モデルである。
人造人間18号 / Android 18
声 - 伊藤美紀
ドクター・ゲロが作り出した人造人間。アシストキャラクターとして人造人間17号（声 - 中原茂）を呼び出すことも可能。
ヤムチャ / Yamcha
声 - 古谷徹
悟空の仲間の地球人。低めのパワーとリーチを、スピードとテクニックで補う近接ラッシュタイプのキャラクター。
天津飯 / Tien
声 - 緑川光
悟空の仲間の地球人。バランスの取れたキャラクター性能を持つが、自身の体力と引き換えに大ダメージを与える「気功砲」など独自の要素も持つ。アシストキャラクターとして餃子（声 - 江森浩子）を呼び出すことも可能。
ナッパ / Nappa
声 - 稲田徹
サイヤ人のエリート戦士でベジータの元部下。豪快な肉弾戦を得意とするパワータイプのキャラクター。スピードに欠けるがパワーに優れる。アシストキャラクターとして栽培マン（声 - 沼田祐介）を呼び出すことも可能。
ギニュー / Captain Ginyu
声 - 小西克幸
フリーザ直属のエリート戦士集団・ギニュー特戦隊の隊長。隊員のリクーム（声 - 佐々木誠二）、バータ（声 - 小野坂昌也）、ジース（声 - 岸尾だいすけ）、グルド（声 - 高戸靖広）を呼び出して戦う。高い攻撃力とスタンダードな性能を持つほか、ボディ・チェンジで相手と操作キャラクターを入れ替えることもできる。
ゴテンクス / Gotenks
声 - 野沢雅子 / 草尾毅
悟空の次男・孫悟天とベジータの息子・トランクス（少年期）が融合し、超サイヤ人3に変身した姿。リーチは短いが攻撃力とスピードに優れ、ヒット数が多く派手な攻撃を得意とする。
孫悟飯（青年期） / Gohan (Adult)
声 - 野沢雅子
魔人ブウ編以降の青年に成長した姿の孫悟飯。ラッシュや急降下などの素早い動きが得意なほか、気力ゲージを消費して自身を強化する超必殺技「力の解放」が特徴。
魔人ブウ（純粋） / Kid Buu
声 - 塩屋浩三
上記の魔人ブウ（善）から分離した悪の化身で、ブウの真の姿。小柄だがパワーとスピードに優れ、手足を伸ばした奇襲やトリッキーな戦法が持ち味。
ビルス / Beerus
声 - 山寺宏一
悟空たちがいる第7宇宙の破壊神。基本性能は全キャラクター中トップクラス。設置技である「破壊球」による多角的な攻撃を得意とする。
ヒット / Hit
声 - 山路和弘
「第6宇宙の生きる伝説」の異名を持つ第6宇宙最強の殺し屋。自身の特殊能力「時とばし」による不可視の攻撃やカウンター技などテクニカルな要素を持つ。
ゴクウブラック / Goku Black
声 - 野沢雅子
第10宇宙の界王神の弟子・ザマス（声 - 三木眞一郎）が並行世界の悟空の体を乗っ取り、超サイヤ人ロゼに変身した姿。気の刃を用いたリーチの長い攻撃が特徴で、中〜遠距離戦が得意。また、一部の技ではザマスを呼び出して攻撃する。

#### 隠しキャラクター
孫悟空（SSGSS） / Goku (SSGSS)
声 - 野沢雅子
超サイヤ人ゴッド超サイヤ人に変身した悟空。上記の孫悟空（超サイヤ人）とゲーム上は別キャラクター扱いで、ゲーム内で条件を満たすことで使用可能になる。「かめはめ波」など一部の必殺技が使えなくなっているが「瞬間移動」など孫悟空（超サイヤ人）には無い強力が使用可能。
ベジータ（SSGSS） / Vegeta (SSGSS)
声 - 堀川りょう
超サイヤ人ゴッド超サイヤ人に変身したベジータ。上記のベジータ（超サイヤ人）とゲーム上は別キャラクター扱いで、ゲーム内で条件を満たすことで使用可能になる。ベジータ（超サイヤ人）よりも守りで劣るが、より攻めに特化した性能を持つ。
人造人間21号 / Android 21
声 - 桑島法子
ドクター・ゲロに匹敵する頭脳を持つ女科学者。原作者である鳥山明監修の本作オリジナルキャラクター。ゲーム内で条件を満たすことで使用可能になる。普段は白衣を纏った女性だが、戦闘時は魔人ブウのような姿に変身する。魔人ブウ同様、相手をお菓子に変える技を持ち、相手の技や体力を吸収する能力を使って戦う。

#### ストーリーモード専用キャラクター
クローン戦士
声 - なし
ストーリーモードで何度も戦うことになる孫悟空やベジータなどのクローンキャラクター。ゲーム中では「クローン（キャラクター名）」と表記される。外見は基となったキャラクターと瓜二つだが、黒を基調とした姿に赤い瞳が特徴。キャラクターの性能は通常と同じだが、プレイヤーと同じくレベルが設定されており、ステータスが強化されているほか、スキルも装備している。
人造人間21号（善）
声 - 桑島法子
人造人間21号の善の精神でストーリーモードの中心人物。性能は通常の人造人間21号とほぼ同じだが、一部使用できる技とボイスが異なる。
人造人間21号（悪）
声 - 桑島法子
人造人間21号の悪の精神で本作の最終ボス。セルを吸収したことで、紫色の肌とまだら模様が追加されている。スキル効果で体力がバトル中も自動回復し、強化アイコンが全て常時点灯。さらに専用技としてガード不能の画面全体攻撃「デンジャータイム」を使用する。なお、『スーパードラゴンボールヒーローズ』にも本作に当たるストーリーがあり、結末は本作と異なっている。

#### 有料DLCキャラクター（シーズン1）
バーダック / Bardock - 2018年3月28日配信
声 - 野沢雅子
孫悟空の父親。初登場作品の『たったひとりの最終決戦』および『エピソード オブ バーダック』に準じた設定で登場。パワーとスピードに優れたキャラクター。使用する技はシンプルな突進技が多いが、いずれも高い性能を誇る。メテオ超必殺技では超サイヤ人に変身して攻撃をする演出がある。
ブロリー / Broly - 2018年3月28日配信
声 - 島田敏
『燃えつきろ!!熱戦・烈戦・超激戦』などに登場する伝説の超サイヤ人。圧倒的な巨体とパワーを誇り、多少の攻撃ならば跳ね返しながら相手を攻撃できるタフネスも持つ。
ザマス（合体） / Zamasu (Fused) - 2018年5月31日配信
声 - 三木眞一郎
ザマスと超サイヤ人ロゼに変身したゴクウブラックがポタラで合体した姿。空中浮遊や時間差で発射される飛び道具など、非常にトリッキーな戦法を得意とするテクニカルなキャラクター。
ベジット（SSGSS） / Vegito (SSGSS) - 2018年5月31日配信
声 - 野沢雅子 / 堀川りょう
悟空とベジータがポタラで合体し、超サイヤ人ゴッド超サイヤ人に変身した姿。飛び道具や突進技、投げ技やカウンター技など多彩な技を持つ万能型のキャラクター。気の刃によるリーチの長い攻撃も可能。
孫悟空 / Goku - 2018年8月9日配信
声 - 野沢雅子
超サイヤ人に目覚める以前の悟空。「界王拳」「元気玉」など、他の悟空にはない技を使用可能。
ベジータ / Vegeta - 2018年8月9日配信
声 - 堀川りょう
ドラゴンボールを求めナッパと共に地球に襲来した、悪人だった頃のベジータ。他のベジータよりもトリッキーな技を多く持つ。
クウラ / Cooler - 2018年9月27日配信
声 - 中尾隆聖
『とびっきりの最強対最強』などに登場するフリーザの兄。パワフルな打撃や尻尾による攻撃を得意とするパワーファイターだが、無敵対空技も使用可能で攻守のバランスに優れる。
人造人間17号 / Android 17 - 2018年9月27日配信
声 - 中原茂
18号の双子の弟。18号のアシストサポート時とは異なり、『超』での自然保護官の服装になっている。スピード特化型のインファイターで、素早い攻撃で相手を圧倒する戦法が持ち味。メテオ超必殺技はアニメなどで使用していない「超電圧爆裂斬」となっている。

#### 有料DLCキャラクター（シーズン2）
ジレン / Jiren - 2019年1月31日配信
声 - 花輪英司
「プライド・トルーパーズ」に所属する第11宇宙最強の戦士。パワーやスピードなどの基礎能力はトップクラスで、防御や反撃に優れた技も使用可能。
ビーデル / Videl - 2019年1月31日配信
声 - 皆口裕子
ミスター・サタンの娘。共通システムのZリフレクトが使用できず、代わりにその場で身をかわす専用の回避動作を使用する。サポートキャラクターとしてグレートサイヤマン（声 - 野沢雅子）も登場する。
デフォルトでは短髪の姿だが、キャラクターセレクト画面でLボタンを押しながら決定すると長髪の頃の姿になり、グレートサイヤマンも初登場時の姿になる。
孫悟空（GT） / Goku (GT) - 2019年5月9日配信
声 - 野沢雅子
『ドラゴンボールGT』より、究極のドラゴンボールで子供の姿にされた悟空。小柄な体を活かした素早い動きが得意なほか、「逆かめはめ波」による突進など機動力に特化している。超必殺技では超サイヤ人3、メテオ超必殺技では超サイヤ人4に変身して攻撃を行う演出がある。
ジャネンバ / Janemba - 2019年8月8日配信
声 - 玄田哲章
『復活のフュージョン!!悟空とベジータ』に登場する、閻魔大王に仕える鬼（サイケ鬼）が邪悪な気を浴びて変化した姿。リーチに優れた剣による攻撃や、空間移動を利用したトリッキーな技を多く持つ。
ゴジータ（SSGSS） / Gogeta (SSGSS) - 2019年9月26日配信
声 - 野沢雅子 / 堀川りょう
『ドラゴンボール超 ブロリー』より、悟空とベジータがフュージョンで融合し、超サイヤ人ゴッド超サイヤ人に変身した姿。威力が高い超必殺技「ビッグバンかめはめ波」や「ゴッドパニッシャー」を持ち、メテオ超必殺技には「メテオエクスプロージョン」がある。
ブロリー（DBS） / Broly (DBS) - 2019年12月5日配信
声 - 島田敏
『ドラゴンボール超 ブロリー』に登場するブロリーで、『Z』のブロリーとは別の存在。基本形態は「怒り」で、『Z』版と比べると体格やタフネスはやや劣るが、相手を地面に複数回叩きつける必殺技「ギガンティックレイジ」や、超サイヤ人フルパワーに変身して口から強力な気功波を放つメテオ超必殺技「ギガンティックロア」などを使用できる。

#### 有料DLCキャラクター（シーズン3）
ファイターズパス3購入者のみ各キャラクター配信の2日前より先行してダウンロード可能。
ケフラ / Kefla - 2020年2月28日配信
声 - 小松由佳 / ゆかな
第6宇宙の女性サイヤ人であるカリフラ（声 - 小松由佳）とケール（声 - ゆかな）がポタラで合体した姿。相手に6発の気弾を投げる超必殺技「ヘキサキャノンボール」や、気功ビームを放射状に放って攻撃し、その後強力な2つの気功波で追撃するメテオ超必殺技「ギガンティックバースト」などを使用できる。
孫悟空（身勝手の極意） / Goku (Ultra Instinct) - 2020年5月22日配信
声 - 野沢雅子
「宇宙サバイバル編」で新たな力に覚醒した悟空。受け身中に反撃するアクション「はやる闘志」や、気功波で攻撃する超必殺技「加速する闘気」からの相手に突撃する「未完成の極意」、無数のラッシュで攻撃した後に強力なかめはめ波で追撃するメテオ超必殺技「銀龍の一閃」が使用可能。
亀仙人 / Master Roshi - 2020年9月18日配信
声 - 佐藤正治
悟空やクリリンたちの師匠。舞空術を使えない設定上、共通システムの超ダッシュが使えず、自身専用の特殊なジャンプや「逆かめはめ波」による突進で代用している。「逆かめはめ波」の突進する方向はスティックで変えられるほか、突進せず相手の方向にかめはめ波を放つことも可能。
スーパーベビー2 / Super Baby 2 - 2021年1月15日配信
声 - 沼田祐介
『GT』より、ベジータに寄生したベビー（ベジータベビー）が、新生ツフル人として配下にした地球人たちのサイヤ人への恨みの気を吸収することで進化した形態。K.O.した相手を洗脳してアシストの要領で召喚するというトリッキーな技を持つ。メテオ超必殺技には「リベンジデスボール」や、黄金大猿に変身して攻撃を行う「大猿変化」がある。
ゴジータ（超サイヤ人4） / Gogeta (SS4) - 2021年3月12日配信
声 - 野沢雅子 / 堀川りょう
『GT』より、超サイヤ人4に変身した悟空とベジータがフュージョンで融合した姿。オーラを放って相手を攻撃する「正義のプラスエネルギー」や、かめはめ波と見せかけてクラッカーを破裂させ、キックを叩き込む必殺技「ブラフかめはめ波」、メテオ超必殺技には「ウルトラビッグバンかめはめ波」や、アクション「フィニッシュサイン」のレベルがMAXの時にのみ撃てる一撃技「100倍ビッグバンかめはめ波」などがある。

#### 有料DLCキャラクター（単体配信のみ）
人造人間21号（白衣） / Android 21 (Lab Coat) - 2022年2月24日配信
声 - 桑島法子
変身前の白衣を着た21号。変身後とは異なり、相手をお菓子に変える能力はないが、相手を踏みつけて攻撃する必殺技「ミニャルディーズヒール」や指先からビーム状の気功波を出す「フォトンスワイプ」、メテオ超必殺技には「エクセレントフルコース」や、無数のラッシュを叩き込んだ後に切り刻んで爆発させる「アラカルトラッシュ」がある。

### サブキャラクター
ブルマ
声 - 鶴ひろみ
ベジータの妻でトランクスの母親でもある悟空の仲間。
孫悟天
声 - 野沢雅子
悟空の次男で悟飯の弟。ストーリーモードと一部の演出で登場する。
トランクス（少年期）
声 - 草尾毅
ベジータとブルマの息子。ストーリーモードのみの登場。
ソルベ
声 - 斎藤志郎
フリーザの部下。フリーザの技の演出で登場する。
ウイス
声 - 森田成一
ビルスの従者で師匠でもある天使。全王に仕える大神官の息子でもある。ストーリーモードとビルスの対戦前演出で登場する。
界王神
声 - 太田真一郎
第7宇宙の創造神。ストーリーモードのみの登場。
老界王神
声 - 田中亮一
第7宇宙の界王神の先祖で現在は大界王神を務めている。ストーリーモードのみの登場。
チライ
声 - 水樹奈々
『ドラゴンボール超 ブロリー』に登場するフリーザ軍の非戦闘員で緑色の肌をした女性宇宙人。ブロリー（DBS）の演出で登場する。
神龍、ポルンガ
声 - 大友龍三郎

アナウンサー
声 - 西脇保

プレイヤー
このゲームをプレイしており、ストーリーで各キャラクターたちの体に入り込んだプレイヤーのこと。
人造人間21号がリンクシステムを用いて、何らかの方法でドラゴンボールの世界に呼び寄せ、悟空・フリーザ・18号の3名の内、どちらかに憑依する。

### DLC追加実況キャラクター
チチ
声 - 渡辺菜生子
悟空の妻で悟飯と悟天の母親。

## ダウンロードコンテンツ
インターネットに接続して、追加コンテンツや追加キャラクターをダウンロードできる。

### 有料DLC
| 名称                                          | 内容 | 配信日        |
| --------------------------------------------- | --- | ------------- |
| アニソン＆BGMパック                           | DB、DBZ、DBGTの主題歌やBGMに変更可能 | 2018年2月6日  |
| 実況キャラクターパック                        | 実況キャラクター「チチ」 実況キャラクター「ビーデル」 実況キャラクター「人造人間18号」 |               |
| ファイターズパス                              | ファイターズパック1：バーダック ファイターズパック2：ブロリー ファイターズパック3：ザマス（合体） ファイターズパック4：ベジット（SSGSS） ファイターズパック5：孫悟空 ファイターズパック6：ベジータ ファイターズパック7：クウラ ファイターズパック8：人造人間17号 | 2018年3月28日 |
| ファイターズパック1：バーダック               | プレイアブルキャラクター「バーダック」 カラー6色、Zスタンプ1枚、ロビーキャラクター1種、カードヘッダー1種 | 2018年3月28日 |
| ファイターズパック2：ブロリー                 | プレイアブルキャラクター「ブロリー」 カラー6色、Zスタンプ1枚、ロビーキャラクター1種、カードヘッダー1種 |               |
| ファイターズパック3：ザマス（合体）           | プレイアブルキャラクター「ザマス（合体）」 カラー6色、Zスタンプ1枚、ロビーキャラクター1種、カードヘッダー1種 | 2018年5月31日 |
| ファイターズパック4：ベジット（SSGSS）        | プレイアブルキャラクター「ベジット（SSGSS）」 カラー6色、Zスタンプ1枚、ロビーキャラクター1種、カードヘッダー1種 | 2018年5月31日 |
| ファイターズパック5：孫悟空                   | プレイアブルキャラクター「孫悟空」 カラー6色、Zスタンプ1枚、ロビーキャラクター1種、カードヘッダー1種 | 2018年8月9日  |
| ファイターズパック6：ベジータ                 | プレイアブルキャラクター「ベジータ」 カラー6色、Zスタンプ1枚、ロビーキャラクター1種、カードヘッダー1種 | 2018年8月9日  |
| ファイターズパック7：クウラ                   | プレイアブルキャラクター「クウラ」 カラー6色、Zスタンプ1枚、ロビーキャラクター1種、カードヘッダー1種 | 2018年9月27日 |
| ファイターズパック8：人造人間17号             | プレイアブルキャラクター「人造人間17号」 カラー6色、Zスタンプ1枚、ロビーキャラクター1種、カードヘッダー1種 | 2018年9月27日 |
| ファイターズパス2                             | ファイターズパック9：ジレン ファイターズパック10：ビーデル ファイターズパック11：孫悟空（GT） ファイターズパック12：ジャネンバ ファイターズパック13：ゴジータ（SSGSS） ファイターズパック14：ブロリー（DBS）                                                     | 2019年1月31日 |
| ファイターズパック9：ジレン                   | プレイアブルキャラクター「ジレン」 カラー6色、Zスタンプ1枚、ロビーキャラクター1種、カードヘッダー1種 | 2019年1月31日 |
| ファイターズパック10：ビーデル                | プレイアブルキャラクター「ビーデル」 カラー6色、Zスタンプ1枚、ロビーキャラクター1種、カードヘッダー1種 | 2019年1月31日 |
| ファイターズパック11：孫悟空（GT）            | プレイアブルキャラクター「孫悟空（GT）」 カラー6色、Zスタンプ1枚、ロビーキャラクター1種、カードヘッダー1種 | 2019年5月9日  |
| ファイターズパック12：ジャネンバ              | プレイアブルキャラクター「ジャネンバ」 カラー6色、Zスタンプ1枚、ロビーキャラクター1種、カードヘッダー1種 | 2019年8月8日  |
| ファイターズパック13：ゴジータ（SSGSS）       | プレイアブルキャラクター「ゴジータ（SSGSS）」 カラー6色、Zスタンプ1枚、ロビーキャラクター1種、カードヘッダー1種 | 2019年9月26日 |
| ファイターズパック14：ブロリー（DBS）         | プレイアブルキャラクター「ブロリー（DBS）」 カラー6色、Zスタンプ1枚、ロビーキャラクター1種、カードヘッダー1種 | 2019年12月5日 |
| ファイターズパス3                             | ファイターズパック15：ケフラ ファイターズパック16：孫悟空（身勝手の極意） ファイターズパック17：亀仙人 ファイターズパック18：スーパーベビー2 ファイターズパック19：ゴジータ（超サイヤ人4）                                                                       | 2020年2月26日 |
| ファイターズパック15：ケフラ                  | プレイアブルキャラクター「ケフラ」 カラー6色、Zスタンプ1枚、ロビーキャラクター1種、カードヘッダー1種 | 2020年2月28日 |
| ファイターズパック16：孫悟空（身勝手の極意）  | プレイアブルキャラクター「孫悟空（身勝手の極意）」 カラー6色、Zスタンプ1枚、ロビーキャラクター1種、カードヘッダー1種 | 2020年5月22日 |
| ファイターズパック17：亀仙人                  | プレイアブルキャラクター「亀仙人」 カラー6色、Zスタンプ1枚、ロビーキャラクター1種、カードヘッダー1種 | 2020年9月18日 |
| ファイターズパック18：スーパーベビー2         | プレイアブルキャラクター「スーパーベビー2」 カラー6色、Zスタンプ1枚、ロビーキャラクター1種、カードヘッダー1種 | 2021年1月15日 |
| ファイターズパック19：ゴジータ（超サイヤ人4） | プレイアブルキャラクター「ゴジータ（超サイヤ人4）」 カラー6色、Zスタンプ1枚、ロビーキャラクター1種、カードヘッダー1種 | 2021年3月12日 |
| ファイターズパック20：人造人間21号（白衣）    | プレイアブルキャラクター「人造人間21号（白衣）」 カラー6色、Zスタンプ1枚、ロビーキャラクター1種、カードヘッダー1種 | 2022年2月24日 |

### 無料DLC
| 内容                                                                                     | 配信日        |
| ---------------------------------------------------------------------------------------- | ------------- |
| パーティマッチ リプレイチャンネル：フォローチャンネル リプレイチャンネル：検索チャンネル | 2018年2月28日 |

## 開発

### 企画
かつてアークシステムワークスとともに開発した『ドラゴンボールZ 超究極武闘伝』の発売後、バンダイナムコは次回作としてハイエンドの本格的な『ドラゴンボール』の格闘ゲームの企画を検討していた。また、『ドラゴンボール ゼノバース』シリーズが全世界で大ヒットし、シリーズ累計販売本数が800万本を記録する一方で、その多くがカジュアル層のプレイヤーだったため、「カジュアル層だけでなくコア層も楽しめるゲーム」を目標として本作の開発が進められることとなった。
アークシステムワークスも以前から「『ドラゴンボール』の格闘ゲームを『ギルティギア』のグラフィックで出してほしい」という要望を受けたことがあり、「『ドラゴンボール』という強力なIPを使用することで格闘ゲームの魅力をより幅広い層にアピールできる」として依頼を快諾した。

### システム構築
好きなキャラクターを一人に絞り切れないだろうということから「3on3制チームバトル」が採用された。同様の理由から、アークシステムワークス作品としては珍しく、キャラクター固有のアクションよりも、共通システムを重視する方針が取られた。加えて、原作のハチャメチャ感を出すために「リアルタイム交代」かつ「1ラウンド制」という、『MARVEL VS. CAPCOM』シリーズに似たルールが採用された。また、理不尽さの解消と戦況の可視化を目的として、キャラクターが倒された後に一区切り入るシステムが採用された。さらに、プレイヤーがキャラクターを交代しやすくするため、キャラクター交代時の「超（スーパー）ダッシュ」には攻撃判定を付与した。本作のプロデューサーの広木朋子は格闘ゲームとしての調整をアークシステムワークスに任せてよかったと4Gamer.netとのインタビューの中で振り返っており、「細かな調整によって、一人ひとりが本当に個性的なキャラクターに仕上がっていると思います」とも述べている。
Nintendo Switch版では、操作を簡略化した「エクストリームタイプ」が導入された。

### キャラクター選定
プレイアブルキャラクターの選定は開発スタッフにとって非常に苦労した部分の一つであり、最終的にはキャラクターの個性と格闘ゲームとしてのキャラクターの選択基準が重視された。例えば、ナッパはサイバイマンとセットで出せる点が決め手となって選定され、最終的に設置系のパワーキャラクターという『ドラゴンボール』のゲームには珍しい性能のキャラクターとなった。また、ギニューはこれらの選定基準を満たさない可能性があったものの最終的には起用に至り、彼の代表的な技であるボディチェンジもメテオ必殺技として取り入れられた。加えて、本作は「3on3制チームバトル」を採用していることから、キャラクター同士のコミュニケーションも選定基準の一つとなっており、たとえば原作でつながりのある人造人間18号とクリリンにはコンビ技が設定されている。

### ビジュアル
ストーリーモードはバトルモードと同じモデルとシェーダーを利用しているが、ストーリーモードは物量の多さと尺の長さから、バトルモードのアニメーションをそのまま使うことができなかった。その代わり、ストーリーモード用のポーズを多数作り、ポーズ間の移行の制御を積み重ねる形でアニメーションを作り上げ、効率化に成功した。
ゲームエンジンにはドラゴンボールシリーズでは初めてUnreal Engine 4を採用しており、アークシステムワークスが先に制作した『GUILTY GEAR Xrd -SIGN-』と同様にキャラクターを含めたモデリングは3Dポリゴンであるが、グラフィックタッチは2Dセルアニメのような表現がなされている。通常のプレイ画面はサイドビューだが、必殺技使用時には3D視点のカメラワーク演出がなされるため「2.5Dバトル」と表現されている。

## 受賞・評価
E3 2017での初発表時、マイクロソフトXbox責任者であるフィル・スペンサーに「日本で見つけた少しクレイジーなゲーム」として紹介され、ムービー公開後に会場内が歓声で包まれるなど大きな反響を呼んだ。その際に海外メディアから30以上の賞にノミネートおよび受賞している。
日本国内においては、ゲーム発売前の時点で日本ゲーム大賞2017の「フューチャー部門」を受賞。ゲーム発売後はPlayStation Developers Choice Awards 2018において「ベストビジュアルアーツ部門」を受賞し「リアル系3D表現全盛の時代においてトゥーン表現の頂点を見せてもらった」「原作を読んで誰もが妄想する迫力のハイスピードバトルをゲームに落とし込むとこうなる、という点において1つの回答を見せてもらうことができた」などコメントされている。また、CEDEC AWARDS 2018においても「ビジュアルアーツ部門/優秀賞」を受賞し「アニメ3Dビジュアルの完成形」と評された。
ゲーム発売後は『ドラゴンボール』のゲームシリーズ歴代最速で世界累計出荷本数200万本を達成した。ゲームおよびeスポーツの大会の種目に選ばれることも多く、国内においては「ジャンプフェスタ2018」や「闘会議2018（超・バトルトーナメント）」などで公式大会が開かれたほか、日本国外では「EVO 2018」などのメイン競技としても採用されている。
『週刊ファミ通』1521号によるクロスレビューは40点満点中36点で、プラチナ殿堂入りしている。
イッコウはねとらぼによせたレビューの中で、通常投げの代わりに「ドラゴンラッシュ」を導入したことや、キャラクター同士のぶつかり合いを生み出すシステムにより、格闘ゲームの駆け引きの面白さと『ドラゴンボール』らしさを両立できたと評価している。

### Steam版の反響
日本国外向けに配信されたSteam版は、配信開始後も好意的な評価を受けている。1月26日のピーク時には4万4000人がSteam版をプレイしていたものの、2月11日のピーク時には9000人に減少していた。AUTOMATONのMinoru Umiseは、2月13日の記事の中で、ゲームそのものは良かったとしたうえで、Steamレビュー上でオンライン対戦に不備があったという意見に触れ、オンライン対戦の不十分さがプレイヤー数の減少につながったと推測しており、加えてSteamでは対戦型格闘ゲームの人気を出しにくいのではないかと述べている。プロデューサーの広木朋子はこの問題を受け、修正パッチを複数回に分けて配信する予定であると発表した。
その一方で、公式にはMODのサポートが行われていないものの、インターネット上のコミュニティではSteam版のMODの制作が盛んにおこなわれた。「ベジータベビー」といった原作に登場しながらも本作には登場しなかった形態などを基にしたものや、ソニック・ザ・ヘッジホッグやキャプテン・ファルコンといった他社作品のキャラクター、そしてウガンダナックルズといったインターネット・ミームを基にしたものが作られた。
これらのMODの多くは一般配布されておらず、個人で楽しむ程度に作成・使用されている。

### EVO2018
アメリカで開催された世界最大級の格闘ゲーム大会EVO2018で、本作はもっとも注目を集めたタイトルとなった。発売前の段階でメイン8種目のひとつに選ばれ、出場エントリー数は、2575名で全種目中1位を記録。Steamなどの大型プラットフォームを解析しているサイト「GitHyp」によれば、本作の最終日TOP8トーナメントの最高同時視聴者数は25万8705人で、Twichでの公式「EVO」放送における過去最高記録を樹立した。これは20年以上続く「EVO」の歴史上、最高の記録である。

## 漫画版
DeスポファイターZ
企画協力 - バンダイナムコエンターテインメント / マンガ - 音木ひろし
『eスポーツ』と『ドラゴンボールファイターズ』がテーマの公式コミカライズ作品。『最強ジャンプ』2018年9月号から2020年9月号まで連載された。

### 単行本
- 音木ひろし 『DeスポファイターZ』 集英社〈ジャンプ・コミックス〉、全2巻 
  1. 2019年12月4日発売、ISBN 978-4-08-882153-5
  2. 2020年10月2日発売、ISBN 978-4-08-882447-5

## 関連商品
- 『ドラゴンボールファイターズ 最強の書 ファイターズバイブル』Vジャンプ編集部、2018年。ISBN 978-4-08-779766-4。